# Berliet N
Der Berliet N war ein schwerer französischer Lastkraftwagen aus der Zeit vor dem Ersten Weltkrieg, der wegen der Motorisierung auch der Modellreihe Berliet 22 CV zugerechnet wird.

## Geschichte, Technik
Mit einer Nutzlast von 6 Tonnen war der Berliet N zu seiner Zeit der schwerste vom Hause Berliet angebotene LKW und eines der schwersten Fahrzeuge seiner Zeit. Über ihn sind wenige Details bekannt. Es gibt ein Werksbild als Lieferwagen und ein Bild, das ausweislich seiner Unterschrift die Ankunft des Chassis eines Berliet N in Manila  auf den Philippinen  im Jahr 1910 zeigt., also muss der Berliet N spätestens zu diesem Zeitpunkt gebaut worden sein. Ab 1913 wurde der Berliet CAU gebaut, der aufgrund gleicher Nutzlast als Nachfolger angesehen werden kann. Es liegt daher der Schluss nahe, dass 1913 die Produktion des Berliet N beendet war.
Das besagte Bild zeigt einen zweiachsigen Frontlenker, dessen Hinterachse über Ketten angetrieben ist. Aus einer lückenhaften Liste von Chassisnummern des Hauses Berliet ergibt sich, dass für den Typ die Nummern 11000 bis 11055 reserviert waren: Wenn diese alle lückenlos und keine weiteren vergeben wurden, wären 56 Stück  gebaut worden.
Über weitere technische Daten ist wenig bekannt. Indessen war der eingebaute Motor ein solcher des Typs L: Ein wassergekühlter Vierzylindermotor mit einer Bohrung von 100 und einem Hub von 140 mm, also einen Hubraum von 4398 cm³, der steuerlich mit 22 Steuer-PS eingestuft war und dessen effektive Leistung nicht bekannt ist: Dies war damals der schwerste LKW-Motor des Hauses Berliet; mit ihm war auch der zeitgleich gebaute 3,5-Tonner Berliet M und  der oben bereits erwähnte Nachfolger Berliet CAU ausgerüstet.